# Sida ciliaris
Sida ciliaris är en malvaväxtart som beskrevs av Carl von Linné. Sida ciliaris ingår i släktet sammetsmalvor, och familjen malvaväxter. Inga underarter finns listade i Catalogue of Life.

## Bildgalleri

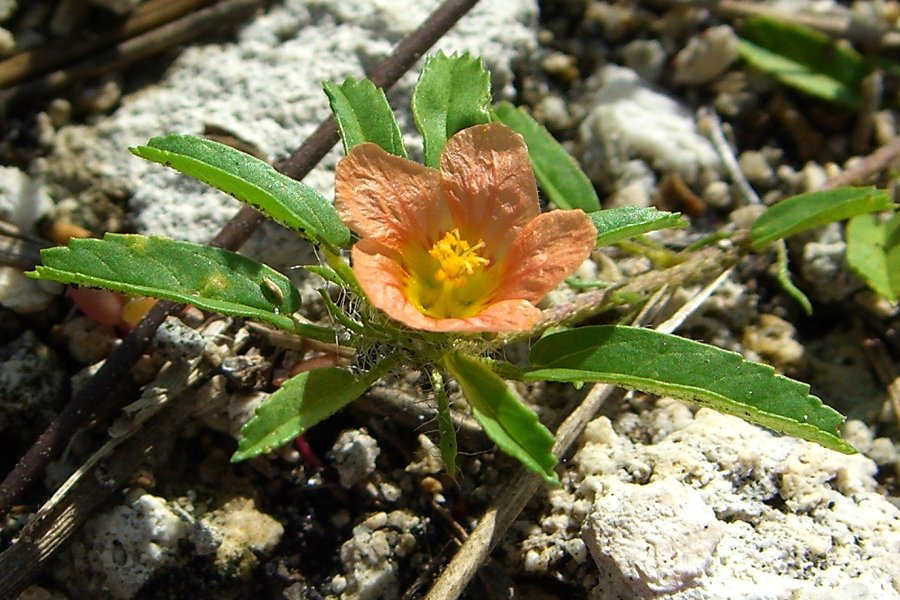
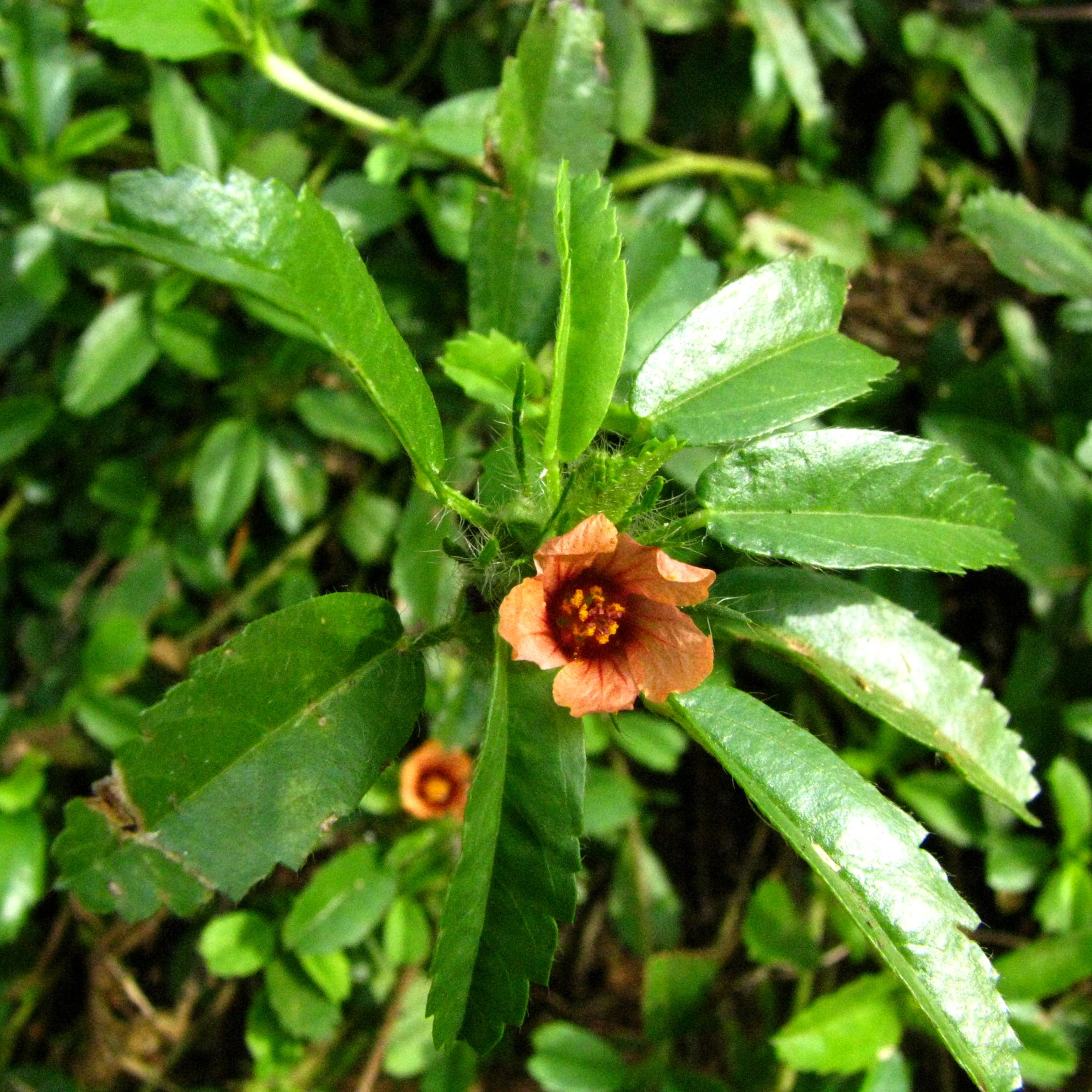
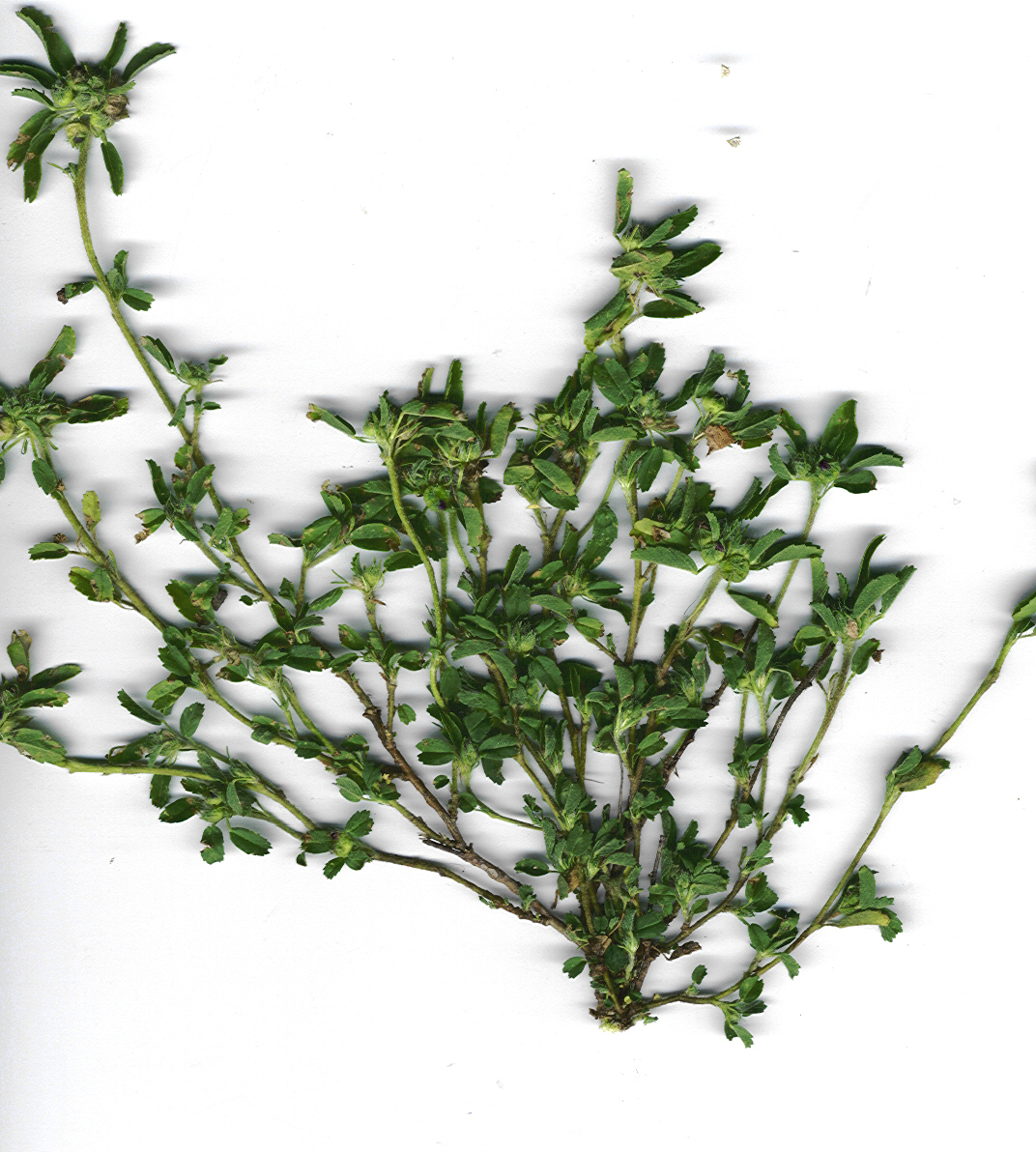
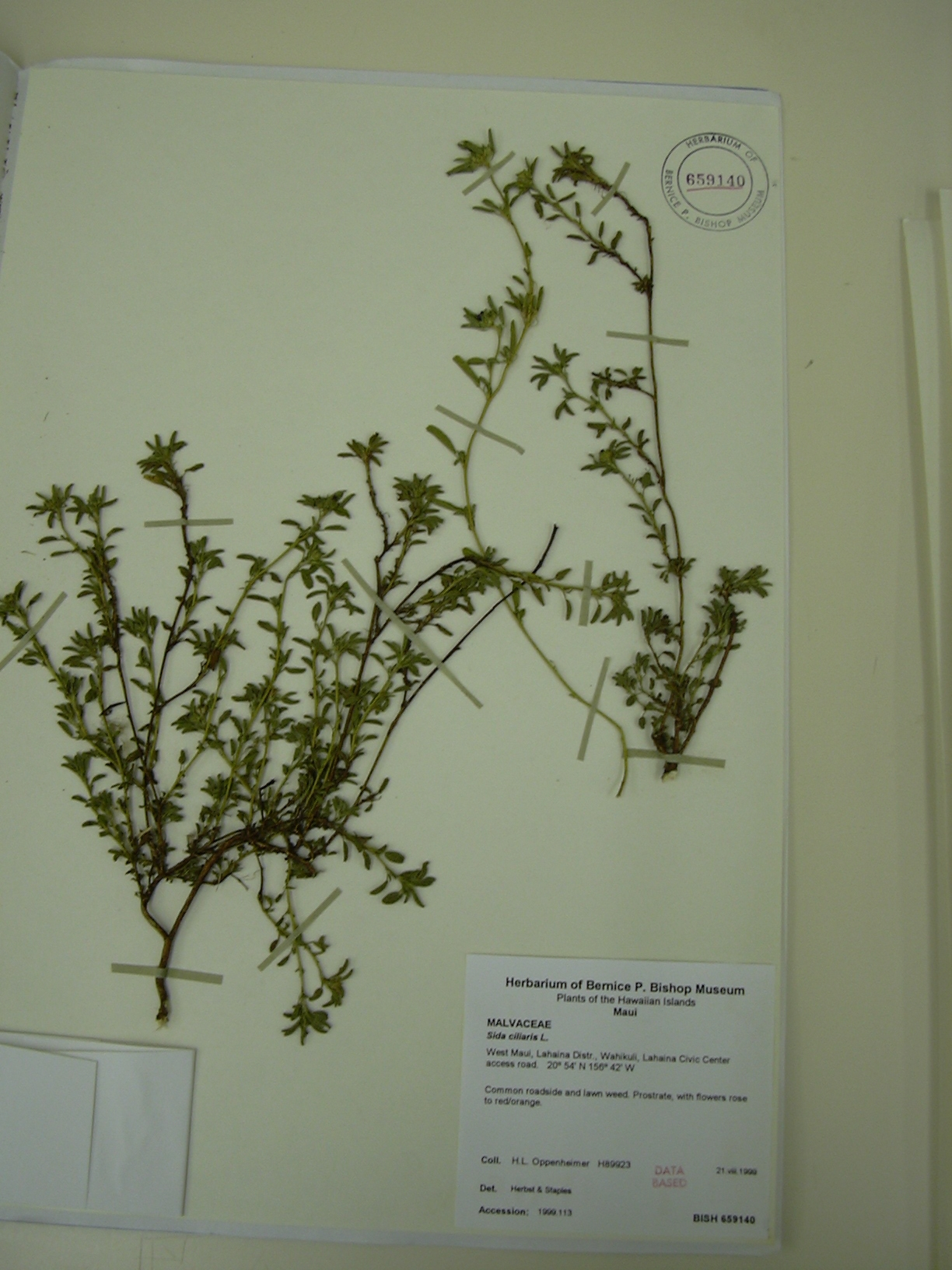
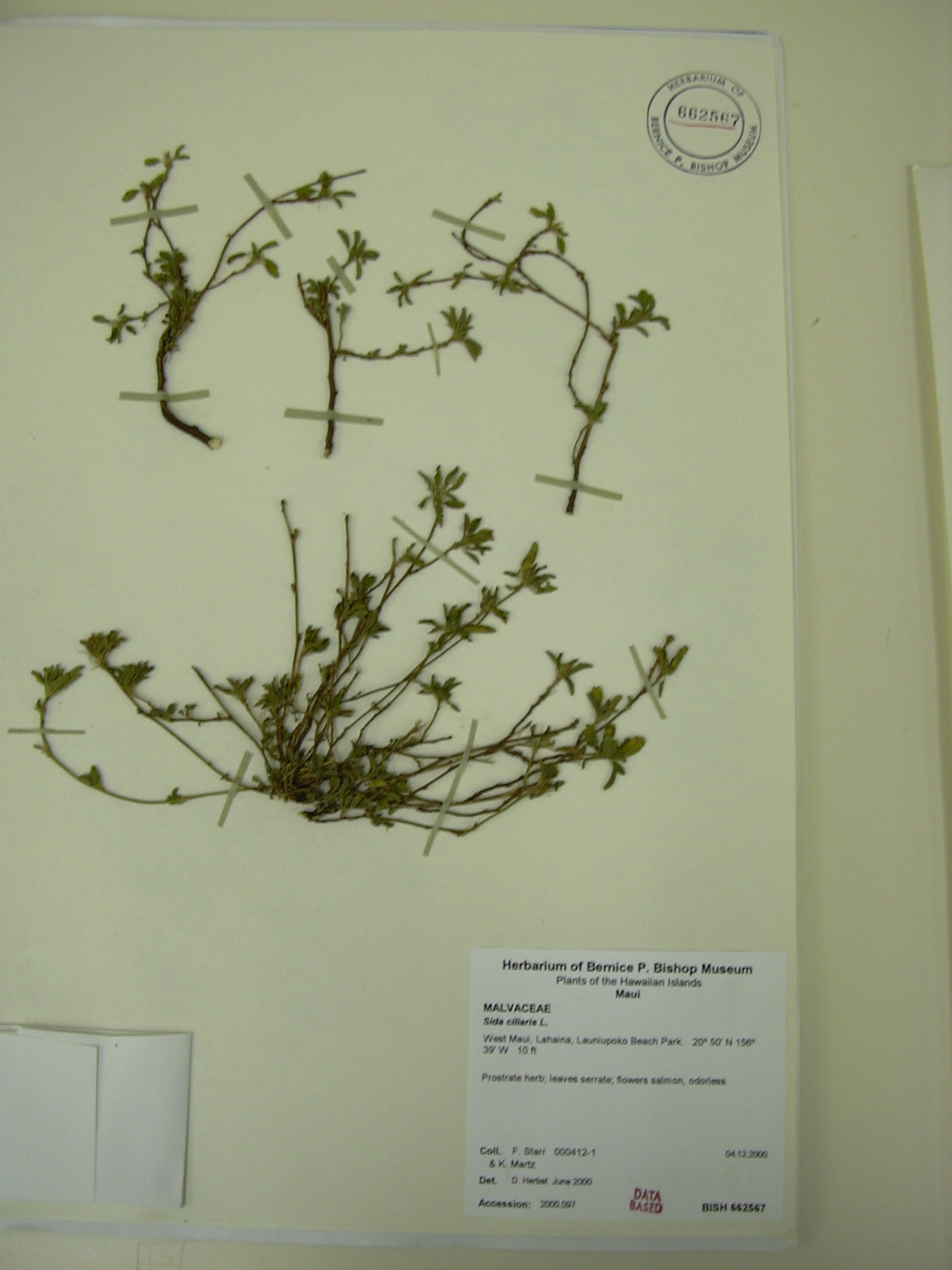
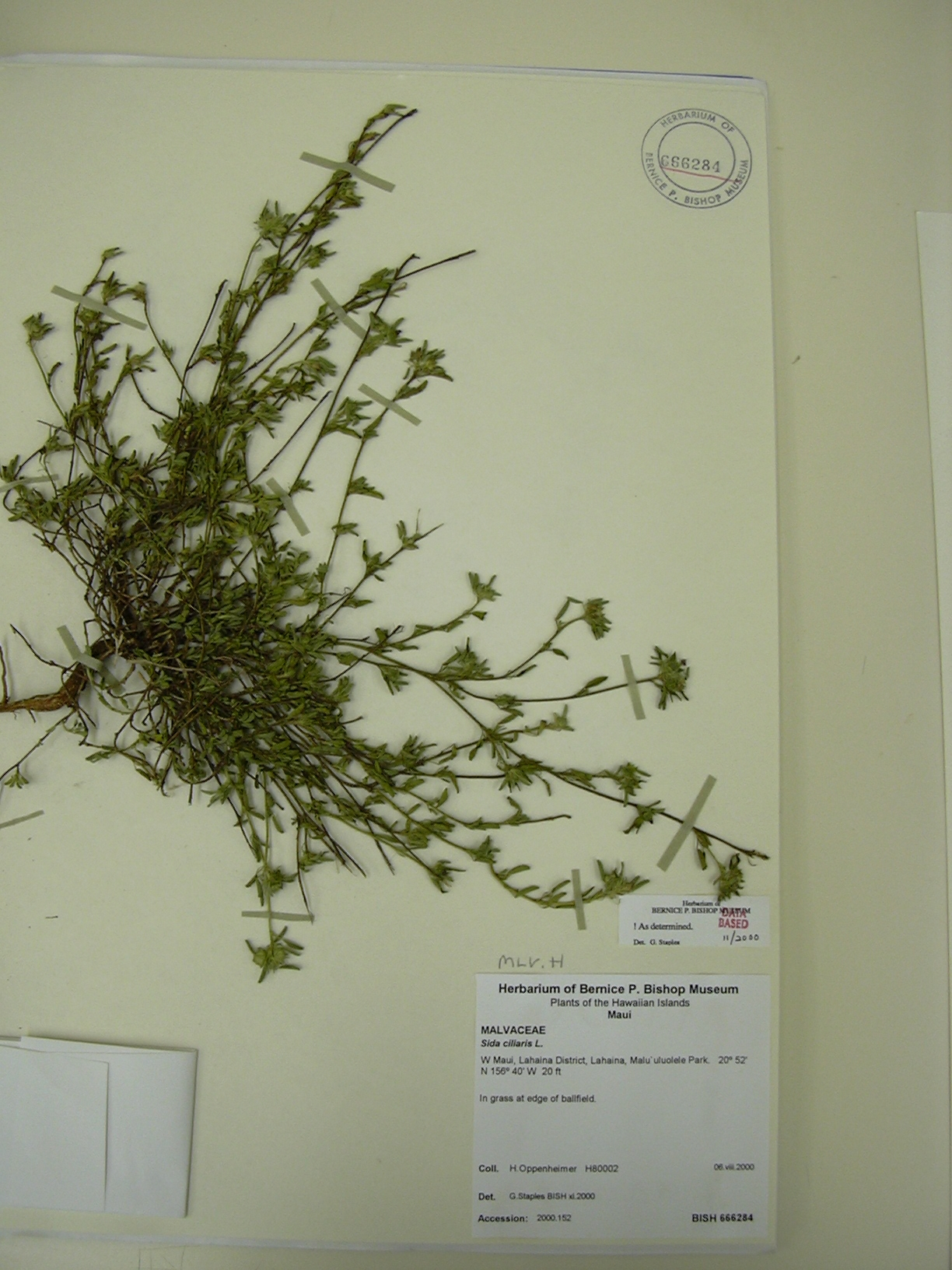